# Dvojhvězda

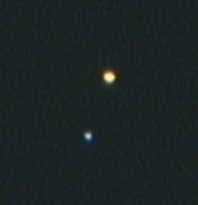
Vizuální dvojhvězda Albireo ze souhvězdí Labutě. Každá hvězda má jinou povrchovou teplotu, proto mají každá jiný barevný nádech. Oranžová je na povrchu chladnější, namodralá teplejší.

Dvojhvězda je zdánlivě jediná hvězda, u které lepší rozlišovací schopnosti (např. dalekohledem nebo jinou astronomickou technikou) ukazují, že se jedná o dvojici těsně vedle sebe ležících hvězd. Mohou, ale nemusí být fyzicky propojeny. Takové dvojice hvězd můžeme obecně rozdělit do dvou skupin:
- fyzická dvojhvězda – hvězdy jsou reálně blízko sebe, jsou k sobě vázány gravitací a obíhají kolem společného těžiště po eliptické nebo kruhové dráze.[5] Příkladem takové skutečné dvojhvězdy je Sirius.

- optická dvojhvězda – hvězdy jsou na obloze z pohledu pozorovatele na Zemi v těsné blízkosti, ale  ve skutečnosti jde o dvě tělesa ve zcela různých vzdálenostech od Země a nejsou fyzicky propojeny. Náhodou se tedy hvězdy promítají blízko sebe ve stejném směru pohledu ze Země. Ve skutečnosti jsou optické dvojhvězdy poměrně vzácné a většina dvojhvězd jsou ve své podstatě fyzické dvojhvězdy.[2] Jako příklad lze uvést hvězdy Alpha1 Capricorni a Alpha2 Capricorni, které od sebe na obloze dělí 0,11°, což je mezera rozlišitelná pouhým okem, podobně jako u známé dvojhvězdy Mizar a Alkor.

Studium fyzikálních dvojhvězd a zvláštností jejich vzájemného ovlivňování, které může ovlivnit i vývoj jejich složek, je pro astrofyziku důležité, zejména v optické astronomii a od roku 1971 i v rentgenové astronomii. V řadě případů totiž dvojhvězdy představují unikátní fyzikální laboratoře a s jejich pomocí lze dosud nejpřesněji určit základní fyzikální vlastnosti
hvězd jako jsou hmotnosti, poloměry či zářivé výkony. Z tohoto pohledu jsou optické dvojhvězdy pro oblast výzkumu nezajímavé.  V češtině (a v řadě dalších jazyků, mimo angličtinu) se proto často pojem dvojhvězda používá jako synonymum pro fyzickou dvojhvězdu ; někdy se pro fyzickou dvojhvězdu používá i pojem binární systém resp. binární hvězda. V angličtině se používá pojem double star pro obecné označení dvojhvězdy a pojem binary star pouze pro označení fyzické dvojhvězdy.
Odhaduje se, že přibližně polovina všech hvězd má alespoň jednoho průvodce, ačkoli mnohé z nich jsou tak blízko u sebe, že je nelze oddělit ani Hubbleovým vesmírným dalekohledem. Některé zdroje dokonce uvádí, že většina hvězd (až 80 %) v Mléčné dráze jsou fyzické dvojhvězdy nebo vícenásobné hvězdné systémy. Osamocené hvězdy, jako např. Slunce, jsou poměrně vzácné a tvoří asi 15 % všech hvězd. Pokud lze v dalekohledu rozlišit dvojhvězdu na samostatné hvězdy, tak v takovém případě se dvojhvězda nazývá vizuální dvojhvězda. Mnohé vizuální dvojhvězdy mají dlouhé oběžné doby v řádu desítek let až několika staletí, a proto jsou jejich oběžné dráhy nejisté nebo málo známé. Dvojhvězdy mohou být také detekovány dalšími astronomickými technikami, jako je spektroskopie, pak se nazývají spektroskopické dvojhvězdy nebo astrometrie a potom se nazývají astrometrické dvojhvězdy. Pokud dvojhvězda obíhá v rovině rovnoběžné se zorným polem pozorovatele na Zemi, pak se její složky navzájem zakrývají a přecházejí přes sebe; tyto dvojice se pak nazývají zákrytové dvojhvězdy nebo fotometrické dvojhvězdy.
Pokud jsou složky dvojhvězdných systémů dostatečně blízko sebe, mohou si vzájemně gravitačně deformovat vnější hvězdné atmosféry. V některých případech si tyto těsné dvojhvězdy mohou vyměňovat hmotu, což může přivést jejich vývoj do stádia, kterého jednotlivé hvězdy nemohou dosáhnout. Příkladem těsných dvojhvězd jsou Sirius a Cygnus X-1 (Cygnus X-1 je známá černá díra). Dvojhvězdy jsou také častými centrálními hvězdami mnoha planetárních mlhovin a mohou být předchůdci nov a supernov typu Ia.
V zásadě lze říci, že dvojhvězdy se mohou vyskytovat v kombinacích od těles, která se dotýkají až po vzdálenosti, souměřitelné se středními vzájemnými vzdálenostmi hvězd v dané části prostoru od sebe.

## Klasifikace fyzických dvojhvězd
Studium dvojhvězd má v astronomii dlouhou tradici a v Mezinárodní astronomické unii (IAU) až do roku 2015 existovaly dvě různé komise, které se jejich výzkumu věnovaly: Double and Multiple Stars a Close Binaries. Od roku 2015 dvojhvězdy patří pod divizi G Stars and Stellar Physics (Hvězdy a hvězdná fyzika) a komisi G1 – Commission G1 Binary and Multiple Star Systems (Dvojhvězdy a vícenásobné hvězdné soustavy), která vydává po mnoho let bibliografie dvojhvězd a informace o probíhajících pozorovacích programech.
Fyzická dvojhvězda je dvojice hvězd, které jsou k sobě gravitačně vázány a obíhají kolem společného těžiště po eliptické nebo kruhové dráze (pokud obě složky mají stejnou hmotnost). Jasnější, případně hmotnější, z obou hvězd se obvykle nazývá primární složka, druhá hvězda se potom nazývá sekundární složka. Pozorování dvojhvězd a určování jejich fyzikálních vlastností ukazuje, že se mohou vyskytovat ve velmi pestrých kombinacích. Obecně můžeme fyzické dvojhvězdy klasifikovat dvěma způsoby: podle metody pozorování a podle dynamické stability.

### Podle metody pozorování
Fyzické dvojhvězdy se podle způsobu pozorování dělí na čtyři základní typy: vizuální, astrometrické, spektroskopické a zákrytové. Každá dvojhvězda může patřit do několika z těchto typů, například několik spektroskopických dvojhvězd je zároveň zákrytových. Rozdíly mezi jednotlivými typy vyplývají z velikosti obou hvězd, jejich vzájemné blízkosti a vzdálenosti od pozorovatele. Dvojhvězdy se také často nachází ve vícehvězdných systémech – trojhvězdy, čtyřhvězdy a vyšší hvězdné soustavy. Mají-li být takové vyšší hvězdné soustavy dlouhodobě stabilní, musí to být vlastně podvojné soustavy tvořené dvojhvězdami nebo podvojnými soustavami. Kupříkladu stabilní trojhvězda tak sestává z těsné dvojhvězdy, kolem níž obíhá ve větší vzdálenosti složka třetí. Těsná dvojhvězda spolu s třetí složkou tak tvoří podvojný systém. U čtyřhvězd jsou možné dvě stabilní varianty: (((1+1)+1)+1) nebo ((1+1)+(1+1)). Základem pro výzkum těchto systémů je tedy fyzika dvojhvězd z níž pak fyzika vícenásobných hvězdných soustav vyplývá.
Složky dvojhvězd (i vícenásobných hvězdných soustav) tvoří vázaný systém už od chvíle svého zrodu protože vznikly společně. Dvojhvězdy jsou vlastně taková hvězdná dvojčata, hvězdy jež se zrodily současně a mají stejné stáří. Poměrně vysoké procento hvězd vázaných ve dvojhvězdách naznačuje, že formování hvězd ve dvojhvězdách je zřejmě snadnější, než vznik samostatných hvězd, a že hvězdy vznikají z mezihvězdného prostředí ve skupinách. Ve dvojhvězdách se totiž odstraňuje jedna z hlavních překážek volné tvorby nových hvězd, a totiž problém souvisejícím se zákonem zachování momentu hybnosti. Ve dvojhvězdách se tento moment, který by jinak zrodu jednotlivé hvězdy bránil, uloží do momentu orbitálního pohybu složek. Vzhledem k tomu, že se hvězdy zformovaly ve stejné části zárodečného oblaku, mají tedy totéž počáteční chemické složení, ale mohou se vyvíjet různě. Pozorování také ukazují, že složkami dvojhvězd mohou být téměř jakékoliv typy hvězd. To činí z dvojhvězd mimořádně vhodné kandidáty pro komplexní testování teorie hvězdné stavby a hvězdného vývoje.

#### Vizuální dvojhvězda
Vzhledem k obrovským vzdálenostem mezi jednotlivými hvězdami v Mléčné dráze vidíme jen malé procento dvojhvězd jako dva oddělené světelné body. 
Vizuální dvojhvězda je dvojhvězda, u níž je úhlová vzdálenost mezi oběma složkami dostatečně velká na to, aby je bylo možné pozorovat jako dvojhvězdu v dalekohledu nebo interferometrem. Důležitým faktorem při detekci vizuálních dvojhvězd je rozlišovací schopnost pozorovacího přístroje a také relativní jasnost obou hvězd, protože oslnění jasnou hvězdou může ztížit detekci přítomnosti slabší složky. 
Pro vizuální či fotografická pozorování je praktickou dolní hranicí, do které můžeme ještě dvojhvězdu pozorovat jako vizuální, úhlová vzdálenost na obloze asi {\displaystyle 0,1''} – {\displaystyle 0,2''}. Modernější používané matematické zpracování obrazu metodou skvrnkové interferometrie umožňuje s existujícími optickými dalekohledy pozorovat i méně vzdálené dvojice až do hranice asi {\displaystyle 0,03''} a pro nové interferometry sestávající z celé sítě několika dalekohledů spojených optickými vlákny se tato mez v posledních letech trvale snižuje. Negativní vliv zemské atmosféry na rozlišovací schopnosti pozemských přístrojů lze obejít pozorováním mimo zemskou atmosféru, např. pomocí dalekohledu HST nebo mise Hipparcos bylo objeveno 3 000 nových dvojhvězd.
Pro vizuální dvojhvězdy se měří poziční úhel jejich vzájemné polohy v průmětu na nebeskou sféru a úhlová vzdálenost mezi oběma hvězdami. Zaznamenává se také čas pozorování a někdy i jasnost složek. Pohybem složek se při měřeních vizuální dvojhvězdy postupně mění polohový úhel a vzdálenost mezi oběma hvězdami, která osciluje mezi maximálními a minimálními hodnotami. Vynesením údajů do roviny vznikne elipsa. To je zdánlivá oběžná dráha – projekce dráhy obou hvězd na nebeskou sféru; z ní lze následně vypočítat skutečnou dráhu v prostoru. Studium vizuálních dvojhvězd pomáhá určit užitečné charakteristiky hvězd: hmotnost, hustotu, povrchovou teplotu, svítivost, rychlost rotace i přibližný tvar. U většiny známých vizuálních dvojhvězd nebyl dosud pozorován jeden celý oběh; spíše se pozoruje, že se pohybují po zakřivené dráze nebo po částečném oblouku.
K výpočtu oběžné dráhy složek je třeba mít měření (čas, poziční úhel, promítnutá úhlová vzdálenost), která pokrývají pokud možno celou dráhu; z takových dat je potom zřejmá oběžná perioda. Není-li dráha pokryta celá, jsou perioda i další dráhové elementy nejisté a řešení může být víceznačné nebo neurčitelné. Pohyb hvězd ve dvojhvězdě lze v prvním přiblížení řešit jako pohyb soustavy dvou gravitačně vzájemně interagujících hmotných bodů. Tento tzv. problém dvou těles je analyticky dobře řešitelný neboť jej lze jistým matematickým způsobem převést na problém jednoho tělesa. Pokud známe paralaxu dvojhvězdy, respektive její vzdálenost, a velkou poloosu trajektorie, můžeme vypočítat celkovou hmotnost soustavy. Pokud vzdálenost dvojhvězdy neznáme, můžeme ji však alespoň odhadnout metodou stanovení dynamické paralaxy.
Vizuální dvojhvězdy jsou velmi oblíbeným objektem také v amatérské astronomii, a to z několika důvodů. Za prvé nabízejí širokou barevnou škálu objektů, která u jiných  objektů hlubokého vesmíru často chybí. Za druhé je lze použít k testování výkonnosti objektivu nebo zrcadla, protože nabízejí celou řadu separací a magnitud. A za třetí existuje mnoho dvojhvězd, z nichž některé jsou poměrně jasné, jejichž periody trvají několik století, a jejich pravidelné a průběžné měření pomáhá upřesnit oběžné dráhy. 
Elektronický katalog s údaji o pozorováních vizuálních dvojhvězd, tzv. WDS katalog, lze nalézt na webové adrese Observatoře amerického námořnictva. Vizuálním dvojhvězdám se věnuje také webový portál mezinárodní společnosti The Webb Deep-Sky Society v části Double Stars. Ačkoli se předpokládá, že většina těchto katalogizovaných dvojhvězd jsou vizuální fyzické dvojhvězdy, dráhy byly vypočteny pouze pro několik tisíc z více než 100 000 známých vizuálních dvojhvězd. U některých astrometrických a spektroskopických dvojhvězd byli jejich společníci nečekaně vizuálně detekováni při maximální vzdálenosti na jejich oběžných drahách pomocí velkých teleskopů a mohou tak být kandidáty na jejich další vizuální pozorování. Například u hvězdy Iota Cassiopeiae (tvoří pětihvězdný systém) byla hlavní složka Iota Cas A (spektroskopická dvojhvězda) pomocí 3,6metrového AEOS teleskopu na Haleakalā observatoři v roce 2001 opticky rozložena na dvě hvězdy. Existuje také podezření, že mnoho dvojhvězd může být neodhaleno mezi slabšími hvězdami – těch od 10. magnitudy a méně.
Příklady vizuálních dvojhvězd: Albireo Mizar, Sirius, Antares, Epsilon Lyrae, γ Virginis, ε Bootis, α Crucis, primární složka trojhvězdy Polárky je také vizuální dvojhvězda.

#### Astrometrická dvojhvězda

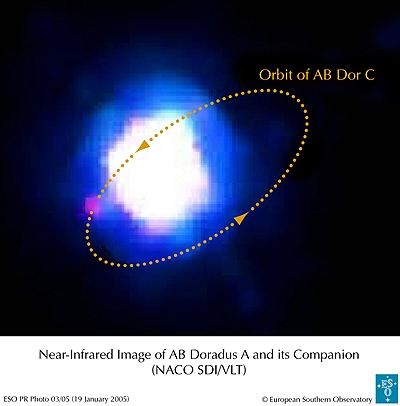
AB Doradus s naznačenou dráhou složky C.

Astrometrie je obor astronomie, který se zabývá vysoce přesným měřením poloh a úhlových vzdáleností objektů na obloze. Je známá především díky trigonometrickým paralaxám, které se používají k měření vzdáleností hvězd (a nakonec i jiných nebeských objektů, které jsou na ně kalibrovány). Astrometrická dvojhvězda je relativně blízká hvězda, detekované technikou přesné fotografické nebo CCD astrometrie, a která se pohybuje kolem určitého bodu na obloze s neviditelným společníkem. Stejnou matematiku, jaká se používá u jiných dvojhvězd, lze použít k odvození hmotnosti „chybějícího“ průvodce. Průvodce může být velmi slabý, takže je v současné době nedetekovatelný nebo překrytý odleskem své primární hvězdy, nebo se může jednat o objekt, který vyzařuje málo nebo vůbec žádné elektromagnetické záření, například o neutronovou hvězdu.
Touto metodou lze odhalovat jen dvojice blízkých hvězd, u nichž známe jejich vlastní pohyb s vysokou relativní přesností. Blízké hvězdy mají často relativně vysoký vlastní pohyb, takže se zdá, že astrometrické dvojhvězdy sledují po obloze kolísavou dráhu. Poloha viditelné hvězdy se pečlivě měří a lze detekovat, že se mění v důsledku gravitačního vlivu jejího protějšku. Následně se opakovaně měří poloha hvězdy vzhledem ke vzdálenějším (nepohyblivým) hvězdám a poté se kontroluje, zda nedochází k periodickým posunům polohy. Pokud je průvodce dostatečně hmotný na to, aby způsobil pozorovatelný posun polohy hvězdy, lze usuzovat na jeho přítomnost. Z přesných astrometrických měření pohybu viditelné hvězdy za dostatečně dlouhou dobu lze určit informace o hmotnosti průvodce a jeho oběžnou dobu. I když průvodce není viditelný, lze z pozorování pomocí Keplerových zákonů určit vlastnosti systému.
Obecně vzato, astrometrická dvojhvězda je vizuální dvojhvězda, u které ale vidíme jen jednu složku. Druhá složka, zpravidla méně hmotná a méně jasná, září tak málo, že ji není možné v dané chvíli spatřit a je odhalena na základě nerovnoměrností ve vlastním pohybu jasnější ze složek. Na přítomnost druhého tělesa lze tak usuzovat díky zřejmému oběžnému pohybu jejího jasnějšího průvodce rozborem periodických poruch jeho pohybu na obloze za delší období. Příkladem je hvězda AB Doradus, která byla sledována s přesností na milivteřiny pomocí interferometrie s velmi dlouhou základnou (VLBI). Nyní je známo, že se jedná o čtyřnásobný systém hvězd pozdního typu.

Schematické zobrazení oběhu menšího tělesa (hvězda, planeta) kolem větší hvězdy, která se sama pohybuje po malé dráze kolem barycentra (červený křížek).

Tyto moderní astrometrické techniky jsou dostatečně citlivé nejen na zachycení hvězdných společníků, ale i na detekci těles s podhvězdnou hmotností, která obíhají kolem blízkých hvězd. V mnoha případech se jedná o hnědé trpaslíky – objekty příliš hmotné na planety, ale ne dost hmotné na to, aby udržovaly termojaderné reakce jako skutečné hvězdy. Ukazuje se, že vyzařují díky gravitační kontrakci. Tyto metody detekce dvojhvězd se používají také k vyhledávání extrasolárních planet obíhajících kolem hvězdy. Požadavky na provedení tohoto měření jsou však velmi náročné vzhledem k velkému rozdílu v poměru hmotností a obvykle dlouhé periodě oběžné dráhy planety. Díky vesmírným teleskopům se lze vyhnout rozostřujícímu efektu zemské atmosféry, což vede k přesnějšímu měření.
Kvůli relativně dlouhému časovému úseku, který je nutný pro objev a následné studium astrometrických dvojhvězd, mnoho astronomů tento obor opustilo. Věnuje se mu jen několik světových observatoří. Paradoxně, čím delší doba uplynula od pořízení prvních destiček nebo snímků hvězd do pořízení těch nejnovějších, tím cennější jsou astrometrická data. Mnoho observatoří, na kterých se nacházejí staré sbírky fotodesek, tak disponují materiálem pro potenciální objevy a jen čekají na pozorování v druhé epoše, aby je mohly objevit.

#### Spektroskopická dvojhvězda
Většina dvojhvězd zůstává i v nejsilnějších dalekohledech nerozlišena a jeví se jako jediný světelný bod. Jejich dvojhvězdnou povahu pak nejčastěji zjistíme ze spektroskopických pozorování. Spektroskopická dvojhvězda je hvězda, jejíž dvojí podstata se odhaluje díky periodickému posunu čar v jejím spektru, který je výsledkem známého Dopplerova jevu. Ten způsobuje posun čar směrem k modrému konci spektra, když se k nám primární hvězda na své dráze přibližuje, a poté k červenému konci, když se od nás vzdaluje. Pokud mají obě hvězdy téměř stejnou svítivost, objeví se dvojitá sada čar, které se posouvají sem a tam v opačných směrech, jak obě hvězdy obíhají kolem společného těžiště.
V těchto systémech je vzdálenost mezi hvězdami obvykle velmi malá a oběžná rychlost velmi vysoká. Pokud rovina oběžné dráhy není kolmá vzhledem k pozorovateli, mají oběžné rychlosti své dílčí složky a pozorovaná radiální rychlost systému se periodicky mění. Radiální rychlost lze měřit pomocí spektrometru na základě měření Dopplerova posunu spektrálních čar hvězd. Tvoří-li složky dvojhvězdy natolik těsný systém, že je úhlově nerozlišíme, je zkoumané světlo směsí světla obou složek. Výsledné spektrum tak vzniká překrytím spekter dvou obecně různě jasných hvězd. Nejčastěji ovšem je jedna ze složek v daném oboru spektra natolik zářivě dominantní, že ve spektru soustavy najdeme spektrum pouze této složky. Takovým spektroskopickým dvojhvězdám říkáme dvojhvězdy jednočárové (někdy označované jako „SB1“). Pokud u spektroskopických dvojhvězd jsou viditelné spektrální čáry obou hvězd, které jsou střídavě dvojité a jednoduché, pak se jedná o dvojhvězdy dvoučárové („SB2“). Tato klasifikace však vůbec není absolutní, vztahuje se pouze k právě zvolenému spektrálnímu oboru, k použité technice získání spektra a metodě jeho zpracování. Vhodnou pozorovatelskou strategií je možné ve spektrech odhalit stopy slabší složky u většiny spektroskopických dvojhvězd.
Oběžná dráha spektroskopické dvojhvězdy se určuje na základě dlouhé série pozorování radiální rychlosti jedné nebo obou složek systému. Pozorování se vynesou do grafu v závislosti na čase a z výsledné křivky se určí perioda. Pokud je oběžná dráha kruhová, výsledné křivky jsou dvě protínající se sinusovky, které se mění v protifázi. Pokud je dráha eliptická, jde o dvě asymetrické, ale periodické křivky. Tvar křivky závisí na excentricitě elipsy a orientaci hlavní osy vzhledem k úhlu pohledu pozorovatele. Rozborem tvaru křivky radiálních rychlosti lze tedy zjistit, jaká je excentricita trajektorie i jak je k nám natočena. Je nemožné určit samostatně velkou poloosu {\displaystyle a} a sklon roviny oběžné dráhy {\displaystyle i}. Součin velké poloosy a sinusu sklonu, tj. {\displaystyle {a\sin i}}, lze však určit přímo v délkových jednotkách (např. v kilometrech).
Dvojhvězdy, které jsou zároveň vizuálními i spektroskopickými dvojhvězdami, jsou vzácné, a pokud jsou nalezeny, jsou cenným zdrojem informací. Je jich známo jen několik desítek. Vizuální dvojhvězdy mají často velké skutečné vzdálenosti s periodami měřenými v desetiletích až staletích; v důsledku toho mají obvykle příliš malé oběžné rychlosti, než aby je bylo možné změřit spektroskopicky. Naopak spektroskopické dvojhvězdy se na svých oběžných drahách pohybují rychle, protože jsou blízko sebe, obvykle příliš blízko na to, aby je bylo možné detekovat jako vizuální dvojhvězdy. Dvojhvězdy, které jsou nalezeny jako vizuální i spektroskopické, se tedy musí nacházet relativně blízko Země.
Příklady spektroskopických hvězd: hlavní složka vizuální dvojhvězdy Mizar (ζ1 UMa) byla první objevená spektroskopická dvojhvězda v roce 1890;  hvězda Castor je trojhvězda a každá její složka je spektroskopická dvojhvězda; Kitalpha(α Equ). Rozsáhlý on-line katalog spektroskopických dvojhvězd obsahuje údaje o více než 4 000 dvojhvězdách.

#### Zákrytová dvojhvězda

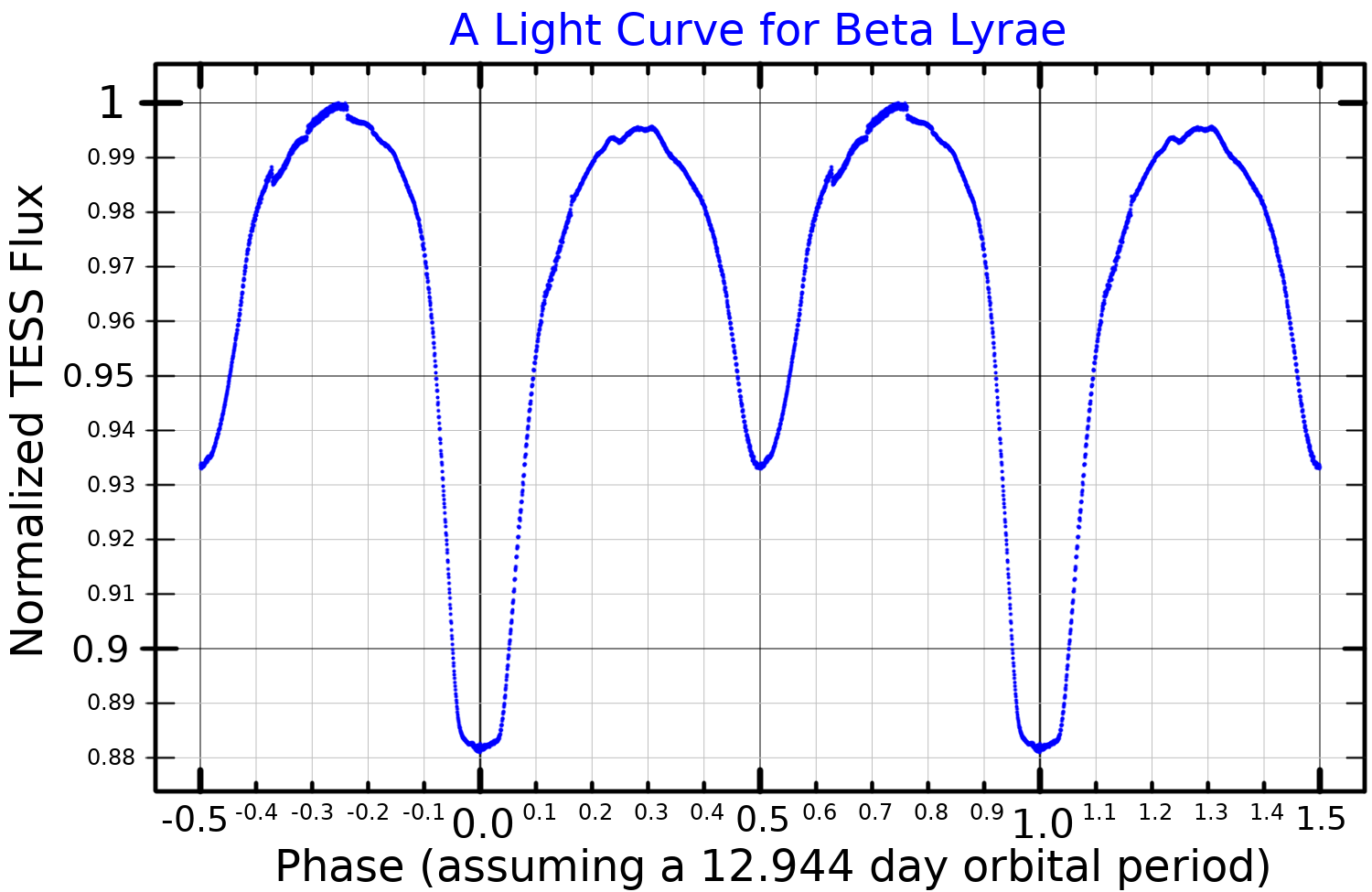
Světelná křivka hvězdy typu 𝛽 Lyrae.

Jestliže rovina oběžné dráhy obou složek je v prostoru orientována tak, že leží na spojnici hvězda-Země, lze pozorovat vzájemné Zákryty obou složek, takže celková jasnost obou hvězd je proměnlivá. Takové hvězdy se nazývají zákrytové dvojhvězdy, většin zákrytových dvojhvězd jsou zároveň i spektroskopické dvojhvězdy. Zákrytové dvojhvězdy jsou jedním z mnoha typů proměnných hvězd, proto se někdy také nazývají jako zákrytové proměnné hvězdy nebo zdánlivé proměnné hvězdy. V průběhu jednoho oběhu lze očekávat dvojí vzájemný zákryt, což se projeví především ve světelné křivce dvojhvězdy při fotometrických pozorováních, a to pravidelně se opakujícími poklesy jasnosti. Protože obě složky obvykle nemají stejný poloměr nebo jasnost, bývá jeden ze zákrytů výraznější (viz obrázek). Hlubší minimum pozorované jasnosti se nazývá primárním minimem, menší minimum se nazývá sekundárním minimem.
Zákrytové dvojhvězdy lze historicky dělit do tří skupin podle tvaru světelné křivky jejich prototypů:
- typ Algol (označení EA): se označuje podle první objevené zákrytové dvojhvězdy Algol. Vyznačuje se zcela konstantní jasností mimo zákryty a během totálních částí zákrytu. Obě hvězdy jsou od sebe relativně daleko a nedeformují se navzájem.
- typ 𝛽 Lyrae (ozn. EB): je shodou okolností nazvána podle druhé objevené zákrytové dvojhvězdy a je pro ni příznačné, že jasnost soustavy se plynule mění ve všech orbitálních fázích, i mimo vlastní zákryty, přičemž hloubka minim je výrazně odlišná a minima zabírají poměrně velkou část cyklu.
- typ  UMa (ozn. EW): je charakterizována dvěma podobnými minimy, krátkou oběžnou periodou (kratší než jeden den) a rovněž plynulými změnami ve všech fázích orbitální periody. Jejich světelné křivky se podobají křivkám hvězd typu 𝛽 Lyrae, ale primární a sekundární minima jsou stejně hluboká.

Zákrytových dvojhvězd je známo několik tisíc, periody těchto soustav jsou hodiny až desítky dnů, výjimkou jsou zákrytové systémy s orbitální periodou nad jeden rok. Určování elementů trajektorie známých systémů je ještě svízelnější než v případě spektroskopických dvojhvězd, protože často bývá k dispozici jen světelná křivka. Specifické vlastnosti zákrytových dvojhvězd způsobují, že efekty zákrytů ve spektrech jsou složitější. Budou-li se např. složky dvojhvězdy lišit svou povrchovou teplotou, může se stát, že během zákrytu zesílí čáry jedné nebo druhé složky a vzhled spektra se výrazně změní. Pokud některá z hvězd rychle rotuje, lze ve fázích na začátku a na konci zákrytu pozorovat tzv. rotační efekt.
Dvojhvězdy typu Algol jsou v podstatě sférické, mají kulaté disky s dobře ohraničenými okraji. Systémy typu 𝛽 Lyrae jsou buď oddělené s elipsoidními složkami, nebo polooddělené, v nichž jsou obě hvězdy téměř v kontaktu a dostatečně blízko u sebe, takže si navzájem deformují tvary do elipsoidů. Takovým dvojhvězdám se říká elipsoidální proměnné. K přesnému modelování vlastností těchto systémů se obecně používá Rocheův model. Dvojhvězdy typu W UMa jsou označovány jako pravé dotykové systémy, v nichž jsou obě hvězdy přibližně stejně hmotné a obě vyplňují tzv. Rocheův lalok. Výzkumem zákrytových dvojhvězd a jejich matematickou formulací pomocí Rocheova modelu se významně zabýval astronom českého původu Zdeněk Kopal, který na toto téma vydal několik monografií.
Díky moderním fotometrickým studiím zákrytových dvojhvězd lze zjistit úžasné množství informací o vlastnostech jednotlivých hvězd (pokud jsou tyto informace kombinovány se spektroskopickými pozorováními), včetně informací o jejich velikostech, tvarech, hmotnostech, teplotách, ztemnění okrajů, „hvězdných skvrnách“, pokud jsou přítomny, oběžných dobách/excentricitě/sklonu, vzdálenostech od sebe a rychlosti/periodě rotace každé hvězdy podél osy. I když je to z velké části doména profesionálních astronomů, existuje velmi aktivní mezinárodní amatérsko-profesionální spolupráce zaměřená na studium takových hvězd. Astronomové již mnoho let vizuálně zaznamenávají minima těchto „mrkajících hvězd“ v rámci svých dalších pozorování proměnných hvězd. Zájemcům o tuto práci je k dispozici obrovské množství informací v astronomické literatuře, na internetu a prostřednictvím četných organizací zabývajících se proměnnými hvězdami na celém světě, tedy i v České republice.

#### Fotometrická (nezákrytová) dvojhvězda
Existuje určitý typ dvojhvězd, jejichž dvojitost je zjistitelná, protože systém má proměnnou jasnost a světelnou křivku s určitými specifickými vlastnostmi, ale nemusí to být zákrytová dvojhvězda. Takové dvojhvězdy se označují jako fotometrické dvojhvězdy. Jednou z možností je, že je pozorován výrazný vliv reflexe, tedy odraz světla od druhé složky. Takový jev je zřetelně pozorovatelný při velkém rozdílu povrchových teplot složek,
pokud nejsou daleko od sebe (tj. u krátkoperiodických dvojhvězd), zpravidla u kombinace velké chladné složky a horké složky, která svým zářením ohřívá povrch chladné hvězdy na straně k ní přivrácené. To se projeví zjasněním chladné složky ve fázích, kdy je hvězda nejdále od pozorovatele.

### Podle dynamické stability
Další dělení fyzických dvojhvězd je založeno na vzdálenosti jejich složek vzhledem k jejich velikosti. Jedná se o jeden z astrofyzikálně nejzajímavějších (a nejbizarnějších) aspektů dvojhvězd. Těsná dvojhvězda je takový dvojhvězdný systém, kdy hvězdy obíhají v takové blízkosti, že se jejich vnější atmosféry obvykle buď dotýkají a vyměňují si navzájem hmotu, nebo se vnější atmosféra jedné hvězdy přelévá na „povrch“ druhé hvězdy. Gerard Kuiper v roce 1941 poukázal na to, že k úvahám o dynamické stabilitě takových dvojhvězd se velmi dobře hodí Rocheův model. V roce 1955 zavedl astronom českého původu Zdeněk Kopal pro těsné dvojhvězdy velmi důležitou a všeobecně používanou vývojovou klasifikaci dvojhvězd podle jejich vztahu k Rocheově ploše:

Schematické zobrazení odděleného systému.

Schematické zobrazení kontaktního systému těsné dvojhvězdy.

- oddělené systémy (detached systems): obě složky jsou spolehlivě uvnitř kritické Rocheovy meze, tj. v oblasti, kde je gravitační přitažlivost samotné hvězdy je větší než gravitační přitažlivost druhé složky. Povrchy obou složek jsou tak uvnitř Rocheovy plochy a nedochází tedy k výměně hmoty. Do této kategorie patří většina dvojhvězd.
- polodotykové systémy (semidetached systems): jedna ze složek vyplňuje svůj Rocheův lalok a druhá složka je uvnitř Rocheovy meze. V této interagující dvojhvězdě dochází k přenosu látky směrem od dotykové složky na složku oddělenou. Přenos hmoty dominuje vývoji systému. V mnoha případech tvoří přitékající plyn akreční disk kolem oddělené složky. Příkladem mohou být těsné dvojhvězdy typu Algol.
- kontaktní systémy (contact systems): obě složky vyplňují či spíše přesahují Rocheovu mez a mají společnou atmosféru, což je případ zákrytových dvojhvězd typu W Uma. Nejsvrchnější část hvězdných atmosfér tvoří společnou obálku, která obklopuje obě hvězdy. Protože tření obálky brzdí oběžný pohyb, mohou hvězdy nakonec splynout.

### Kataklyzmatické dvojhvězdy
Existuje celá skupina kontaktních dvojhvězd, u nichž občasné vyvržení hmoty z rozšířené atmosféry jedné hvězdy na povrch druhé vyvolává dramatické a někdy i prudké erupce záření z přijímající hvězdy. Jedná se o tzv. kataklyzmatické dvojhvězdy nebo také kataklyzmatické proměnné (ozn. CV), jak se také označují kvůli náhlému nárůstu jejich zdánlivé jasnosti během několika dnů nebo dokonce hodin. Obvykle takový binární systém obsahuje kompaktní objekt, bílého trpaslíka, na který se akrecí přenese plyn z druhé hvězdy. Tím se uvolňuje gravitační potenciální energie, která způsobuje, že se plyn zahřívá a uvolňuje záření.. 
Jedná se o dvojhvězdy, u nichž je přenos hmoty mezi složkami spojen s eruptivními jevy, zejména s nápadným zjasňováním celé soustavy v nepravidelných intervalech od týdnů až do desítek let. Obvykle jsou tvořeny dvojicí chladné hvězdy zaplňující Rocheovu mez a horké, velmi kompaktní hvězdy. U těchto dvojhvězd se zpravidla pozorují i emisní čáry ve spektrech. Důležitou charakteristikou je, že k celkovému zářivému výkonu těchto soustav přispívá podstatnou měrou záření akrečního disku
kolem horké složky. U některých soustav existují důkazy o přítomnosti silného magnetického pole – např. systémy typu AM Her. 
Kataklyzmatické proměnné lze rozdělit na několik podtypů: novy (ozn. CN), trpasličí novy (DN – dwarf nova), novám podobné proměnné (NL – nova like) a magnetické CV (MCV). Světelné výtrysky těchto hvězd mohou dosahovat několika magnitud v případě trpasličích nov, nebo až 12 magnitud u samotných nov; oba typy jsou dnes známy jako členové takových těsných dvojhvězdných systémů. Dokonce se předpokládá, že některé supernovy (označované jako Typ I) jsou výsledkem exploze bílého trpaslíka v takovém těsně vázaném systému.
Existují také dvojice, v nichž je kompaktním objektem neutronová hvězda nebo dokonce černá díra. Jejich přítomnost se odhaluje především pozorováním intenzivní rentgenové emise, čímž vzniká podtřída kataklyzmat známá jako rentgenové dvojhvězdy (ozn. XRB). Pokud osa rotace neutronové hvězdy náhodou směřuje k Zemi, jsou pozorovány také rychlé pulsy rádiového (a v některých případech i světelného) záření, což jsou známé pulsary. Pozorování ukázují, že mohou existovat i dvojhvězdné neutronové hvězdy/pulsary, stejně jako dvojhvězdy z černých děr – a dokonce i dvojhvězdy obsahující kombinaci každé z nich. Rozličné konfigurace kompaktní složky a její průvodkyně v podvojné soustavě dávají mnoho variant neobvyklých projevů neutronových hvězd v podobě rentgenových pulzarů, zábleskových zdrojů, přechodných rentgenových zdrojů, rentgenových nov, zdrojů záblesků měkkého i tvrdého záření gama.